# Tom Carroll (football)
Pour les articles homonymes, voir Tom Carroll et Carroll.
Thomas James Carroll, né le 28 mai 1992 à Watford, est un footballeur anglais qui évolue au poste de milieu de terrain au Reading FC.

## Biographie

### En club
Le 2 septembre 2013, il est prêté aux Queens Park Rangers jusqu'à la fin de la saison 2013-2014.
Le 22 août 2014, il est prêté pour une saison à Swansea City.
Le 26 décembre 2015, il marque son premier but sous les couleurs de Tottenham en Premier League contre Norwich City.
Le 17 janvier 2017, Carroll s'engage pour trois ans et demi avec Swansea City.
Le 31 janvier 2019, il est prêté avec option d'achat à Aston Villa jusqu'à la fin de la saison. Il ne joue 
que deux rencontres avec ce club avant de retourner à Swansea City début avril 2019 à la suite d'une blessure à la hanche qui nécessite une opération.
Le 31 janvier 2020, Swansea annonce avoir trouvé un accord avec Tom Carroll pour résilier le contrat du joueur. Le 4 septembre 2020, il s'engage librement avec les Queens Park Rangers.
Le 5 juillet 2024, il rejoint MK Dons.

### En sélection
Le 21 mars 2013, Carroll prend part à son premier match avec l'équipe d'Angleterre espoirs lors d'une rencontre face à la Roumanie.